# Општина Рио Гранде (Закатекас)
Рио Гранде (шп. Río Grande) општина је у Мексику у савезној држави Закатекас. Општина се налази на надморској висини од 1857 м.

## Становништво
Према подацима из 2010. у општини је живело 62693 становника.

### Хронологија
| Година       | 2000                  | 2005                  | 2010                  |
| ------------ | --------------------- | --------------------- | --------------------- |
| Становништво | 59330 (27861 / 31469) | 57708 (27284 / 30424) | 62693 (30198 / 32495) |

### Попис
| \| \| м \| \| \| ж \| \| 0—2 \| 1.840 \| \| \| 1.778 \| \| 3—5 \| 1.874 \| \| \| 1.816 \| \| 6—11 \| 3.759 \| \| \| 3.772 \| \| 12—14 \| 2.048 \| \| \| 1.895 \| \| 15—17 \| 1.892 \| \| \| 1.929 \| \| 18—24 \| 3.671 \| \| \| 4.208 \| \| 60+ \| 3.087 \| \| \| 3.229 \| \| Просек : \| 28,7 \| \| \| 29,6 \| |       |  |  |       |
| |       |  |  |       |
| | м     |  |  | ж     |
| 0—2 | 1.840 |  |  | 1.778 |
| 3—5 | 1.874 |  |  | 1.816 |
| 6—11 | 3.759 |  |  | 3.772 |
| 12—14 | 2.048 |  |  | 1.895 |
| 15—17 | 1.892 |  |  | 1.929 |
| 18—24 | 3.671 |  |  | 4.208 |
| 60+ | 3.087 |  |  | 3.229 |
| Просек : | 28,7  |  |  | 29,6  |

| #   | Индикатор                                                                                        | Вредност |
| --- | ------------------------------------------------------------------------------------------------ | -------- |
| 1   | Становништво од 0 до 2 године                                                                    | 3618     |
| 2   | Мушко становништво од 0 до 2 године                                                              | 1840     |
| 3   | Женско становништво од 0 до 2 године                                                             | 1778     |
| 4   | Становништво са 3 и више година                                                                  | 58039    |
| 5   | Мушко становништво са 3 и више година                                                            | 27838    |
| 6   | Женско становништво са 3 и више година                                                           | 30201    |
| 7   | Становништво са 5 и више година                                                                  | 55593    |
| 8   | Мушко становништво са 5 и више година                                                            | 26631    |
| 9   | Женско становништво са 5 и више година                                                           | 28962    |
| 10  | Становништво са 12 и више година                                                                 | 46818    |
| 11  | Мушко становништво са 12 и више година                                                           | 22205    |
| 12  | Женско становништво са 12 и више година                                                          | 24613    |
| 13  | Становништво са 15 и више година                                                                 | 42875    |
| 14  | Мушко становништво са 15 и више година                                                           | 20157    |
| 15  | Женско становништво са 15 и више година                                                          | 22718    |
| 16  | Становништво са 18 и више година                                                                 | 39054    |
| 17  | Мушко становништво са 18 и више година                                                           | 18265    |
| 18  | Женско становништво са 18 и више година                                                          | 20789    |
| 19  | Становништво од 3 до 5 година                                                                    | 3690     |
| 20  | Мушко становништво од 3 до 5 година                                                              | 1874     |
| 21  | Женско становништво од 3 до 5 година                                                             | 1816     |
| 22  | Становништво од 6 до 11 година                                                                   | 7531     |
| 23  | Мушко становништво од 6 до 11 година                                                             | 3759     |
| 24  | Женско становништво од 6 до 11 година                                                            | 3772     |
| 25  | Становништво од 8 до 14 година                                                                   | 9038     |
| 26  | Мушко становништво од 8 до 14 година                                                             | 4577     |
| 27  | Женско становништво од 8 до 14 година                                                            | 4461     |
| 28  | Становништво од 12 до 14 година                                                                  | 3943     |
| 29  | Мушко становништво од 12 до 14 година                                                            | 2048     |
| 30  | Женско становништво од 12 до 14 година                                                           | 1895     |
| 31  | Становништво од 15 до 17 година                                                                  | 3821     |
| 32  | Мушко становништво од 15 до 17 година                                                            | 1892     |
| 33  | Женско становништво од 15 до 17 година                                                           | 1929     |
| 34  | Становништво од 18 до 24 године                                                                  | 7879     |
| 35  | Мушко становништво од 18 до 24 године                                                            | 3671     |
| 36  | Женско становништво од 18 до 24 године                                                           | 4208     |
| 37  | Женско становништво од 15 до 49 година                                                           | 17011    |
| 38  | Становништво са 60 и више година                                                                 | 6316     |
| 39  | Мушко становништво са 60 и више година                                                           | 3087     |
| 40  | Женско становништво са 60 и више година                                                          | 3229     |
| 41  | Однос између мушкараца и жена                                                                    | 92.93    |
| 42  | Становништво од нуле до 14 година                                                                | 18782    |
| 43  | Становништво од 15 до 64 године                                                                  | 38296    |
| 44  | Становништво од 65 година и више                                                                 | 4579     |
| 45  | Просечан број деце                                                                               | 2.73     |
| 46  | Становништво рођено у ентитету                                                                   | 57387    |
| 47  | Мушко становништво рођено у ентитету                                                             | 27642    |
| 48  | Женско становништво рођено у ентитету                                                            | 29745    |
| 49  | Становништво рођено у другом ентитету                                                            | 3340     |
| 50  | Мушко становништво рођено у другом ентитету                                                      | 1582     |
| 51  | Женско становништво рођено у другом ентитету                                                     | 1758     |
| 52  | Становништво од 5 година и више резидентно у ентитету у јуну 2005. године                        | 52569    |
| 53  | Мушко становништво старосног доба од 5 година и више, резидентно у ентитету у јуну 2005. године  | 24580    |
| 54  | Женско становништво старосног доба од 5 и више година, резидентно у ентитету у јуну 2005. године | 27989    |
| 55  | Становништво од 5 година и више које је живело у другом ентитету у јуну 2005. године             | 708      |
| 56  | Мушко становништво старије од 5 година које је живело у другом ентитету у јуну 2005. године      | 336      |
| 57  | Женско становништво старије од 5 година које је живело у другом ентитету у јуну 2005. године     | 372      |
| 58  | Становништво од 3 године и више које говори аутохтони језик                                      | 105      |
| 59  | Мушко становништво старо 3 године и више које говори аутохтони језик                             | 56       |
| 60  | Женско становништво старо 3 године и више које говори аутохтони језик                            | 49       |
| 61  | Становништво од 3 године и више које говори аутохтони језик и не говори шпански језик            | 0        |
| 62  | Мушко становништво старо 3 године и више које говори аутохтони језик и не говори шпански         | 0        |
| 63  | Женско становништво старо 3 године и више које говори аутохтони језик и не говори шпански језик  | 0        |
| 64  | Становништво старо 3 године и више које говори аутохтони језик и шпански                         | 60       |
| 65  | Мушко становништво старо 3 године и више које говори аутохтони језик и шпански                   | 35       |
| 66  | Женско становништво старо 3 године и више које говори аутохтони језик и шпански                  | 25       |
| 67  | Становништво од 5 година и више које говори аутохтони језик                                      | 102      |
| 68  | Становништво од 5 година и више које говори аутохтони језик и не говори шпански језик            | 0        |
| 69  | Становништво од 5 година и више које говори аутохтони језик и говори шпански језик               | 59       |
| 70  | Становништво у домородачким домаћинствима                                                        | 204      |
| 71  | Становништво са ограничењима у активностима                                                      | 3220     |
| 72  | Становништво са ограниченим ходањем или кретањем, горе или доле                                  | 2058     |
| 73  | Становници са ограничењима вида, чак и уз кориштење сочива                                       | 832      |
| 74  | Становништво са ограничењима говора, комуникације или конверзације                               | 260      |
| 75  | Становништво са ограниченим слухом                                                               | 252      |
| 76  | Становништво са ограничењима при одевању, купању или јелу                                        | 180      |
| 77  | Становништво са ограничењима у опажању или учењу једноставних ствари                             | 139      |
| 78  | Становништво са менталним ограничењима                                                           | 260      |
| 79  | Становништво без ограничења активности                                                           | 58108    |
| 80  | Становништво од 3 до 5 година које не похађа школу                                               | 1634     |
| 81  | Мушко становништво од 3 до 5 година које не похађа школу                                         | 821      |
| 82  | Женско становништво од 3 до 5 година које не похађа школу                                        | 813      |
| 83  | Становништво од 6 до 11 година које не похађа школу                                              | 142      |
| 84  | Мушко становништво од 6 до 11 година које не похађа школу                                        | 82       |
| 85  | Женско становништво од 6 до 11 година које не похађа школу                                       | 60       |
| 86  | Становништво од 12 до 14 година које не похађа школу                                             | 285      |
| 87  | Мушко становништво од 12 до 14 година које не похађа школу                                       | 180      |
| 88  | Женско становништво од 12 до 14 година које не похађа школу                                      | 105      |
| 89  | Становништво од 15 до 17 година похађа школу                                                     | 2478     |
| 90  | Мушко становништво од 15 до 17 година похађа школу                                               | 1194     |
| 91  | Женско становништво између 15 и 17 година живота у школи                                         | 1284     |
| 92  | Становништво од 18 до 24 године похађа школу                                                     | 1895     |
| 93  | Мушко становништво од 18 до 24 године похађа школу                                               | 872      |
| 94  | Женско становништво од 18 до 24 године похађа школу                                              | 1023     |
| 95  | Становништво од 8 до 14 година које не може да чита и пише                                       | 148      |
| 96  | Мушко становништво старосног доба од 8 до 14 година које не може да чита и пише                  | 96       |
| 97  | Женско становништво старосног доби од 8 до 14 година које не може да чита и пише                 | 52       |
| 98  | Становништво од 15 година и више које је неписмено                                               | 2248     |
| 99  | Мушко становништво од 15 година и више које је неписмено                                         | 1077     |
| 100 | Женско становништво од 15 година и више које је неписмено                                        | 1171     |
| 101 | Становништво старо 15 и више година без школовања                                                | 2262     |
| 102 | Мушко становништво старо 15 и више година без школовања                                          | 1150     |
| 103 | Женско становништво старо 15 и више година без школовања                                         | 1112     |
| 104 | Становништво старосног доба 15 и више година са непотпуним основним образовањем                  | 9204     |
| 105 | Мушко становништво старосног доба од 15 година и више са непотпуном основним образовањем         | 4836     |
| 106 | Женско становништво старосног доба 15 и више година са непотпуном основним образовањем           | 4368     |
| 107 | Становништво старо 15 и више година са комплетним основним образовањем                           | 7441     |
| 108 | Мушко становништво старо 15 година и више са комплетним основним образовањем                     | 3581     |
| 109 | Женско становништво старо 15 и више година са комплетним основним образовањем                    | 3860     |
| 110 | Становништво старосног доба 15 и више година са непотпуним средњим образовањем                   | 2380     |
| 111 | Мушко становништво старосног доба од 15 година и више са непотпуним средњим образовањем          | 1344     |
| 112 | Женско становништво старосног доба од 15 година и више са непотпуним средњим образовањем         | 1036     |
| 113 | Становништво старо 15 и више година са пуним секундарном образовањем                             | 10021    |
| 114 | Мушко становништво старосног доба од 15 година и више са пуним секундарном образовањем           | 3947     |
| 115 | Женско становништво старосног доба од 15 година и више са пуним секундарном образовањем          | 6074     |
| 116 | Становништво старије од 18 година са постосновним образовањем                                    | 9899     |
| 117 | Мушко становништво старије од 18 година са постосновним образовањем                              | 4610     |
| 118 | Женско становништво старије од 18 година са постосновним образовањем                             | 5289     |
| 119 | Просечна оцена школовања                                                                         | 7.75     |
| 120 | Просечан ниво образовања мушке популације                                                        | 7.55     |
| 121 | Просечан ниво образовања женског становништва                                                    | 7.93     |
| 122 | Економски активно становништво                                                                   | 21207    |
| 123 | Економски активна мушка популација                                                               | 15950    |
| 124 | Економски активна женска популација                                                              | 5257     |
| 125 | Становништво које није економски активно                                                         | 25342    |
| 126 | Мушко становништво које није економски активно                                                   | 6094     |
| 127 | Женско становништво које није економски активно                                                  | 19248    |
| 128 | Запослено становништво                                                                           | 20078    |
| 129 | Запослено мушко становништво                                                                     | 14933    |
| 130 | Запослено женско становништво                                                                    | 5145     |
| 131 | Незапослена популација                                                                           | 1129     |
| 132 | Незапослена мушка популација                                                                     | 1017     |
| 133 | Незапослена женска популација                                                                    | 112      |
| 134 | Становништво без права на здравствене услуге                                                     | 18574    |
| 135 | Становништво које има право на здравствене услуге                                                | 42996    |
| 136 | Становништво које има право на ИМСС                                                              | 12428    |
| 137 | Становништво које има право на социјално осигурање                                               | 4023     |
| 138 | Становништво које има право на државно социјално осигурање                                       | 222      |
| 139 | Становништво које има право на опште осигурање или здравствено осигурање за нову генерацију      | 25586    |
| 140 | Становништво које је било једном или није било у браку током 12 година и више                    | 15344    |
| 141 | Венчано или уједињено становништво од 12 година и више                                           | 27732    |
| 142 | Становништво које је било у браку или уједињено 12 година и више                                 | 3716     |
| 143 | Становништво са католичком религијом                                                             | 56278    |
| 144 | Протестанти, еванђелисти и библијски следбеници различити од еванђелиста                         | 3267     |
| 145 | Становништво са другим религијама различитим од претходних                                       | 36       |
| 146 | Становништво без религије                                                                        | 1905     |
| 147 | Укупно пописаних домаћинства                                                                     | 15628    |
| 148 | Пописна домаћинства на челу са мушкарцима                                                        | 11966    |
| 149 | Пописна домаћинства на челу са женама                                                            | 3662     |
| 150 | Становништво у пописним домаћинствима                                                            | 61606    |
| 151 | Становништво у пописним домаћинствима на челу са мушкарцима                                      | 49586    |
| 152 | Становништво у пописним домаћинствима на челу са женама                                          | 12020    |
| 153 | Укупно домаћинстава                                                                              | 20490    |
| 154 | Укупно насељених домаћинстава                                                                    | 15971    |
| 155 | Укупно приватних кућа                                                                            | 20147    |
| 156 | Насељени приватни домови                                                                         | 15628    |
| 157 | Укупно насељених приватних кућа                                                                  | 15968    |
| 158 | Ненасељене приватне куће                                                                         | 2989     |
| 159 | Појединачна домаћинства за привремену употребу                                                   | 1530     |
| 160 | Становници у насељеним приватним кућама                                                          | 61606    |
| 161 | Насељеност станара у приватним становима                                                         | 3.94     |
| 162 | Просечно становника по соби у приватним насељеним домаћинствима                                  | 1.02     |
| 163 | Појединачна домаћинства са подовима од различитих материјала од земље                            | 14991    |
| 164 | Појединачна домаћинства у приземљу                                                               | 604      |
| 165 | Појединачна домаћинства са једном спаваћом собом                                                 | 4681     |
| 166 | Појединачна домаћинства са две спаваће собе и више                                               | 10900    |
| 167 | Појединачна домаћинства са једним собом                                                          | 685      |
| 168 | Појединачна домаћинства са две собе                                                              | 2286     |
| 169 | Појединачна домаћинства са 3 собе и више                                                         | 12608    |
| 170 | Појединачна домаћинства која имају електрично светло                                             | 15483    |
| 171 | Појединачна домаћинства која немају електрично светло                                            | 112      |
| 172 | Појединачна домаћинства која имају водоводну воду у стамбеном простору                           | 14471    |
| 173 | Појединачна домаћинства која немају водоводну воду у стамбеном простору                          | 1100     |
| 174 | Појединачна домаћинства која имају тоалет                                                        | 14507    |
| 175 | Појединачна домаћинства која имају канализацију                                                  | 13801    |
| 176 | Појединачна домаћинства која немају канализацију                                                 | 1754     |
| 177 | Појединачна домаћинства која имају електрично светло, довод воде из јавне мреже и канализацију   | 12946    |
| 178 | Појединачна домаћинства без икаквих услова                                                       | 130      |
| 179 | Појединачна домаћинства која имају радио                                                         | 12920    |
| 180 | Појединачна домаћинства која имају телевизор                                                     | 14999    |
| 181 | Појединачна домаћинства која имају фрижидер                                                      | 13893    |
| 182 | Појединачна домаћинства која имају машину за веш                                                 | 10728    |
| 183 | Појединачна домаћинства која имају аутомобил или комби                                           | 8938     |
| 184 | Појединачна домаћинства која имају рачунар                                                       | 3091     |
| 185 | Појединачна домаћинства која имају фиксну телефонску линију                                      | 7018     |
| 186 | Појединачна домаћинства која имају мобилни телефон                                               | 7968     |
| 187 | Појединачна домаћинства која имају приступ интернету                                             | 1418     |